# Hélio Roque
Hélio José Lopes Roque (Huambo, 20 luglio 1985) è un ex calciatore portoghese, di ruolo centrocampista.

## Carriera

### Club
Ha giocato nella massima serie dei campionati portoghese, cipriota ed angolano.

### Nazionale
Tra il 2004 e il 2005 ha fatto parte della nazionale portoghese Under-21, con cui ha giocato 5 partite e realizzato una rete.